# Jesus Christ Superstar (албум)
Jesus Christ Superstar е рок опера от 1970 г., от Андрю Лойд Уебър и Тим Райс. Албумът представя последните няколко седмици от живота на Исус Христос, започвайки от влизането му в Йерусалим и свършвайки с разпването му.
Историята разказана в албума се придържа към Евангелието от Йоан. Въпреки това основно се набляга на отношенията между основните персонажи – Исус, Юда и Мария Магдалена.
Албумът достига #1 в класацията на Билборд през 1971 г.

### Диск едно
1. „Overture“ – 3:56
2. „Heaven on Their Minds“ – 4:21
3. „What's the Buzz/Strange Thing Mystifying“ – 4:13
4. „Everything's Alright“ – 5:14
5. „This Jesus Must Die“ – 3:33
6. „Hosanna“ – 2:08
7. „Simon Zealotes/Poor Jerusalem“ – 4:47
8. „Pilate's Dream“ – 1:26
9. „The Temple“ – 4:40
10. „Everything's Alright“ – 0:30
11. „I Don't Know How to Love Him“ – 4:07
12. „Damned for All Time/Blood Money“ – 5:07

### Диск две
1. „The Last Supper“ – 7:06
2. „Gethsemane (I Only Want to Say)“ – 5:32
3. „The Arrest“ – 3:20
4. „Peter's Denial“ – 1:27
5. „Pilate and Christ“ – 2:43
6. „King Herod's Song (Try it and See)“ – 3:00
7. „Judas' Death“ – 4:14
8. „Trial Before Pilate (Including the 39 Lashes)“ – 5:12
9. „Superstar“ – 4:15
10. „Crucifixion“ – 4:01
11. „John Nineteen: Forty-One“ – 2:04

## Изпълнители

### Основни
- Мъри Хед – Юда Искариот
- Иън Гилън – Исус Христос
- Ивон Елиман – Мария Магдалена
- Виктор Брокс – Кайафас
- Брайън Кийт – Анас
- Джон Густафсон – Симон Зилота
- Бари Денен – Пилат Понтийски
- Пол Дейвис – Петър
- Майк Д'Або – Ирод Антипа

### Поддържащи
- Анет Брокс – девицата в огъня
- Пол Рейвън – свещеник
- Пат Арнолд – беквокали
- Тони Ащън – беквокали
- Питър Барнфедър – беквокали
- Мадалин Бел – беквокали
- Брайън Бенет – беквокали
- Лесли Дънкън – беквокали
- Кей Гарнър – беквокали
- Барбара Кей – беквокали
- Нийл Ланкастер – беквокали
- Алан М. О'Дъфи – беквокали
- Тери Сандерс – беквокали
- Диригент на хора – Джефри Мичъл
- Диригент на детския хор, в „Overture“ – Алан Доджет
- The Trinidad Singers, под ръководството на Хорас Джеймс в „Superstar“

### Музиканти
- Хенри Маккълок – електрическа и акустична китара
- Нийл Хъбард – електрическа китара
- Алан Спенър – бас
- Питър Робинсън – пиано, електрическо пиано, орган
- Крис Мерцер – тенор саксофон
- Брус Роланд – барабани, перкусия

### Други музиканти
- Харолд Бекет – тромпет
- Антъни Брук – фагот
- Джеймс Браун – валдхорна
- Джим Бък Старши – валдхорна
- Джим Бък Младши – валдхорна
- Джон Бърдън – валдхорна
- Джоузеф Касталдини – валдхорна
- Нарман Кейв – пиано
- Джеф Клайн – бас
- Лед Кондън – тромпет
- Алан Доджет – основен диригент
- Иън Хамър – тромпет
- Иън Хърбърт – кларинет
- Клив Хикс – китара
- Карл Дженкинс – пиано
- Франк Джоунс – тромбон
- Бил Ласаг – барабани
- Джон Маршал – барабани
- Андрю Макгавин – валдхорна
- Антъни Мур – тромбон
- Дъглас Мур – валдхорна
- Питър Морган – бас
- Крис Спединг – китара
- Луйс Стюард – китара
- Крис Тейлър – флейта
- Стив Вон – китара
- Брайън Уарен – флейта
- Мик Уейвър – пиано, орган
- Андрю Уойд Уебър – пиано, орган
- Алан Уейгхал – бас
- Кени Уйлър – тромпет
- Кейт Кристи – тромбон
- Градски лондонки ансамбъл – струнни